# Noureddine Bedoui
Noureddine Bedoui (arabisk: نور الدين بدوي; født 22. december 1959) er en algiersk politiker, der var Algeriets premierminister fra 11. marts 2019 til 19. december 2019.